# Fredrik August Dahlgren

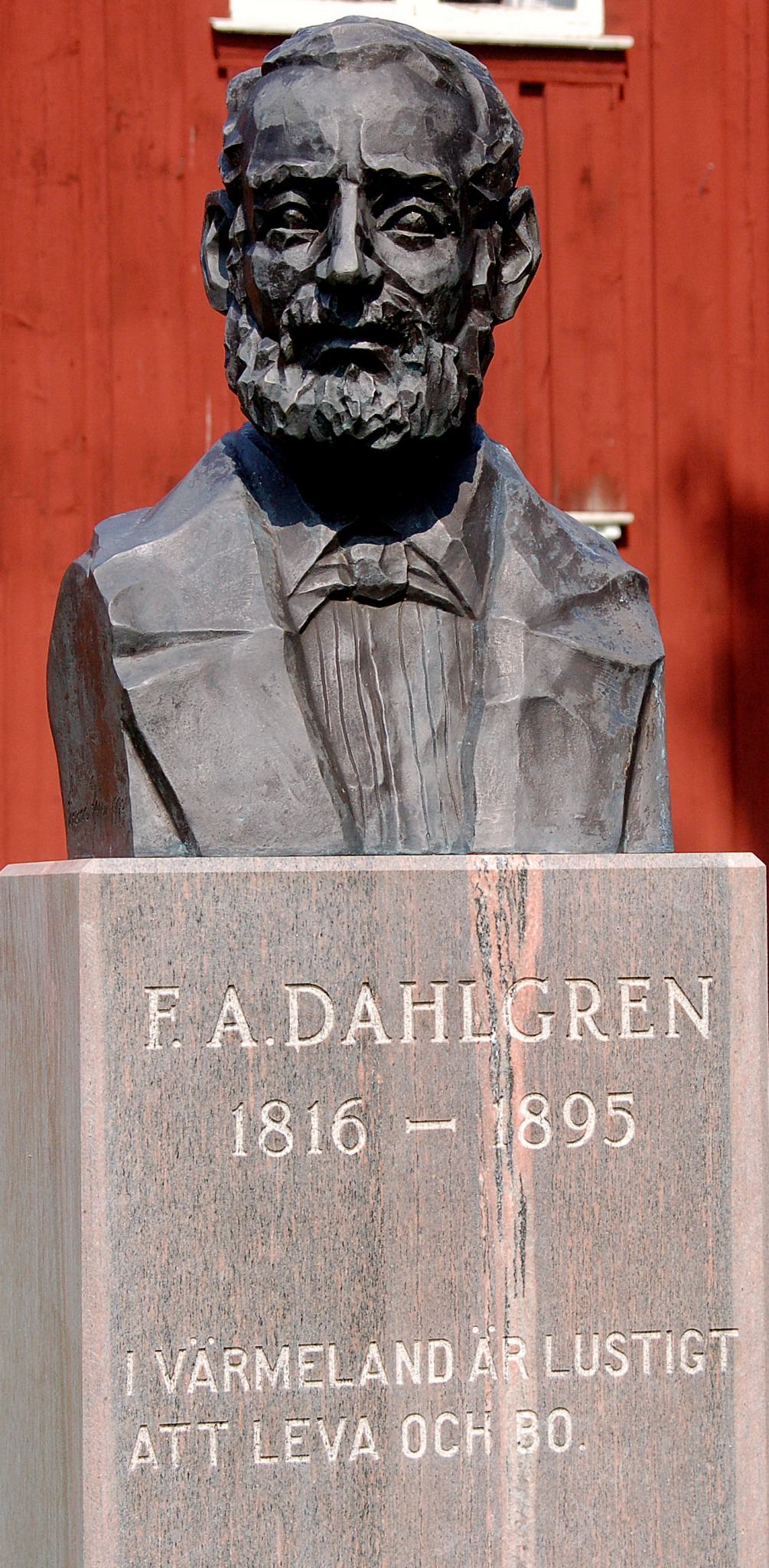
Fredrik August Dahlgren på Ransäters hembygdsgård

Fredrik August Dahlgren (även kallad Fredrek på Rannsätt), född 20 september 1816 i Nordmarks socken, Värmland, död 16 februari 1895 i Djursholm, var en svensk författare, sångtextförfattare och kansliråd. Han är främst känd för sång- och folklustspelet Värmlänningarna.

## Biografi

### Tidiga år
Fredrik August Dahlgren föddes på Tabergs herrgård som son till bruksägaren Barthold Dahlgren (Värmlandssläkten) och Anna Carolina Svensson och bror till Bengt Erland Dahlgren. Han blev far till Erik Wilhelm Dahlgren, läraren och politikern Sven Fredrik Dahlgren och författaren Lotten Dahlgren. 
Dahlgren studerade från 1834 i Uppsala och avlade filosofie kandidatexamen i mars 1839. Han promoverades samma år till filosofie doktor och gav 1840 ut avhandlingen Om de grekiska romanerna. Han hade för avsikt att söka en docentur i allmän litteraturhistoria, men valde i stället ämbetsmannabanan.  

### Karriär
1841 anställdes han som extra ordinarie kanslist vid ecklesiastikdepartementets expedition där han tjänstgjorde fram till 1848 och samma år som extraordinarie amanuens i Riksarkivet, där han tjänstgjorde fram till 1861. År 1848 utnämndes han till kopist i ecklesiastikexpeditionen, blev 1861 kanslist, 1862 protokollsekreterare och 1871 expeditionssekreterare i ecklesiastikdepartementet. 1874 blev Dahlgren tillförordnad chef för byrån för hälso- och fattigvårdsärenden samt 1878 kansliråd och chef för samma byrå. 
Dahlgren har blivit mest känd för texten till Jänta å ja och folklustspelet Wermlänningarne från 1846, där bland annat Ack Värmeland, du sköna ingår. Dahlgren skrev även några andra pjäser, men verkade annars mest som författare och översättare.  1857–63 var han litteratör vid Kungliga Teatern, och under sin tid där översatte han bland annat Macbeth, Romeo och Julia, En midsommarnattsdröm samt Förväxlingar av Shakespeare; Johan Ludvig Heibergs Älvjungfrun; Pedro Calderón de la Barcas Livet en dröm, Gotthold Ephraim Lessings Nathan den vise med flera verk. Han utgav även Anteckningar om Stockholms theatrar (1866). År 1866 invaldes han även i Kungliga Musikaliska Akademien, där han 1877–85 var preses. 
Redan under studietiden hade han författat dikter på värmländska, som sedan publicerades anonymt i de värmländska tidningarna. År 1875 utkom hans första samling av dialektdikter Viser på varmlanske tongmåle under pseudonymen Fredrek på Rannsätt, och dessa följdes året därpå av Speller nye viser och därefter av flera liknande samlingar. Dahlgren var även uttolkare av medeltida och nyare tiders handskrifter, och har bland annat utgett Skandinaviska samfundets handlingar, del 30–40 (1849–60), och har dess nya följd del 1–5 (1861–66), Bogislaus Philipp von Chemnitzs Geschichte des schwedischen in Deutschland geführten Kriges (del 3–4, 1855–59), Lagförslag i Carl IX:s tid (1864), Kung Erik XIV:s krönika (1847), 3:e delen av Ett fornsvenskt legendarium (1847), Skrifter till läsning för klosterfolk med flera arbeten. Flera av dessa arbeten skrev han för Svenska fornskriftsällskapets räkning, och han blev dess förste sekreterare vid sällskapets instiftande 1843.

### 1871–1895: Svenska Akademien
Dahlgren var ledamot av Svenska Akademien under åren 1871–1895, på stol 6. Dahlgren hade varit amanuens vid Svenska Akademien sedan 1854. Som amanuens hade han samlat språkprov för Akademiens ordbok, bland annat omkring 40.000 ord ur Gustav Vasas bibel, ur alla svenska på 1500-talet tryckta skrifter med mera. Han utarbetade även Ordlista öfver svenska språket i dess första upplaga 1873, och utgav 1870 första delen av Akademiens Ordbok öfver svenska språket. Från 1854 redigerade han även Svenska Akademiens handlingar. Hans postumt utgivna "Glossarium öfver ålderdomliga eller ovanliga ord och talesätt i svenska språket" (1914–1916) är fortfarande ett viktigt hjälpmedel vid studier av äldre skrifter. 1875 utsågs han även till ledamot av direktionen över Stockholms stads undervisningsverk.
Dahlgren är begravd på Norra begravningsplatsen i Stockholm.

### Otryckta pjäser
Elisif (1846) ; Kyssen (1846) ; Ett äfventyr på Stegeborg (1853) ; Kaffeförbudet (1853).

### Översättningar
- Calderón de la Barca, Pedro (1858). Lifvet en dröm : skådespel i fem akter. Stockholm: Norstedt. Libris 3103161
- Shakespeare, William (1845). Romeo och Julia : sorgspel. Stockholm. Libris 9078145
- Shakespeare, William (1846). Thalia 1847. Helsingfors: Frenckell. Libris 14973991
- Heiberg, Johan Ludvig (1857). Elfjungfrun : skådespel i fem Akter, med Sång. Stockholm: Bonnier. Libris 9992157
- Moreto, Agustín (1873). Stolthet mot stolthet : lustspel i 3 akter. Stockholm: Norstedt & S. Libris 1583149

#### Otryckta översättningar av Shakespeare
Macbeth (1858) ; En midsommarnattsdröm (1860) ; Förvexlingarna (1861).

### Redaktör (urval)
- Konung Erik XIV:s krönika. Samlingar utgivna av Svenska fornskriftsällskapet. Serie 1, Svenska skrifter, 0347-5026 ; 10. Stockholm: Norstedt. 1847. Libris 8208465. https://litteraturbanken.se/f%C3%B6rfattare/DahlgrenFA/titlar/KonungErikXIVKr%C3%B6nika/sida/III/faksimil?om-boken
- Geijer, Erik Gustaf (1849-1855). Erik Gustaf Geijers samlade skrifter. Stockholm: Norstedt. Libris 8198070
- Handlingar rörande Skandinaviens historia. 30-40 ; Ny följd. 1-5 / utgifna af Kungl. Samfundet för utgifvande af handskrifter rörande Skandinaviens historia. Stockholm. 1849-1866
- Chemnitz, Bogislaus Philipp von (1855-1859). Königlichen schwedischen in Teutschland geführten Kriegs. 3-4. Stockholm: P. A. Norstedt und Söhne. Libris 18233579
- Lagförslag i Carl den niondes tid. Handlingar rörande Sveriges historia. Andra serien, 99-1920778-0 ; 1. Stockholm. 1864. Libris 885171
- Ett fornsvenskt legendarium : innehållande medeltids kloster-sagor om helgon, påfvar och kejsare ifrån det 1:sta till det xiii:de århundradet. Band 3. Samlingar utgivna av Svenska fornskriftsällskapet. Serie 1, Svenska skrifter, 0347-5026 ; 42 ; 52 ; 56 ; 61. Stockholm: Norstedt. 1865-1874. Libris 8208487
- Ordlista öfver svenska språket : utg. af Svenska akademien. Stockholm: Norstedt. 1874. Libris 3061647 - Redigerades av Dahlgren fram till och med den sjätte upplagan (1889).
- Skrifter till läsning för klosterfolk  / efter gamla handskrifter utgifna af F.A. Dahlgren. Samlingar utgivna av Svenska fornskriftsällskapet. Serie 1, Svenska skrifter, 0347-5026 ; 63-64. Stockholm: Norstedt. 1875. Libris 19942154. http://litteraturbanken.se/forfattare/DahlgrenFA/titlar/LasningForKlosterfolk/info
- Register öfver rådslag i konung Gustaf I :s tid ... : [till] konung Carl XI:s tid 1660-1688. [Stockholm]: [Riksarkivet]. 1890. Libris 2224940

## Priser och utmärkelser
- 1841 – Svenska akademiens andra pris för poemet Sappho på Leukas
- 1866 – Letterstedtska priset för översättningar av Shakespeare, Calderon och Heiberg
- 1866 – Kungliga priset